# Japan Football League 1994
Estadísticas de la temporada 1994 de la Japan Football League.

## Desarrollo
El campeón fue Cerezo Osaka, por lo que ascendió a Primera División. Por otra parte, salió subcampeón Kashiwa Reysol, quien también ganó su derecho a disputar la J. League.
NEC Yamagata, el futuro Montedio Yamagata, subió a la JFL para esta temporada tras haber ganado la serie de promoción regional.

## Tabla de posiciones
| Pos. | Equipo                | PJ | G  | P  | GF | GC | DG  | Ascenso                    |
| ---- | --------------------- | -- | -- | -- | -- | -- | --- | -------------------------- |
| 1    | Cerezo Osaka (C, P)   | 30 | 26 | 4  | 85 | 33 | +52 | Ascendido a J. League 1995 |
| 2    | Kashiwa Reysol        | 30 | 25 | 5  | 82 | 29 | +53 | Ascendido a J. League 1995 |
| 3    | Fujieda Blux          | 30 | 24 | 6  | 61 | 32 | +29 |                            |
| 4    | PJM Futures           | 30 | 22 | 8  | 70 | 47 | +23 |                            |
| 5    | Kyoto Purple Sanga    | 30 | 20 | 10 | 63 | 47 | +16 |                            |
| 6    | Otsuka Pharmaceutical | 30 | 18 | 12 | 63 | 46 | +17 |                            |
| 7    | Tokyo Gas             | 30 | 18 | 12 | 55 | 43 | +12 |                            |
| 8    | Kawasaki Steel        | 30 | 13 | 17 | 36 | 46 | −10 |                            |
| 9    | Honda                 | 30 | 12 | 18 | 49 | 62 | −13 |                            |
| 10   | Fujitsu               | 30 | 11 | 19 | 39 | 52 | −13 |                            |
| 11   | Toshiba               | 30 | 11 | 19 | 56 | 71 | −15 |                            |
| 12   | NTT Kanto             | 30 | 10 | 20 | 37 | 46 | −9  |                            |
| 13   | NEC Yamagata          | 30 | 10 | 20 | 30 | 57 | −27 |                            |
| 14   | Kofu Club             | 30 | 9  | 21 | 36 | 74 | −38 |                            |
| 15   | Cosmo Oil             | 30 | 7  | 23 | 33 | 67 | −34 |                            |
| 16   | Seino Transportation  | 30 | 4  | 26 | 29 | 72 | −43 |                            |

 Fuente: 1994 JFL Final Standings
Criterios de clasificación: 1) partidos ganados; 2) diferencia de goles; 3) número de goles marcados; 4) resultados entre los equipos en cuestión.